# Mark Aldanov
Mark Aleksandrovič Aldanov, in russo Марк Александрович Алданов?, pseudonimo di Mark Aleksandrovič Landau in russo Мордхай-Маркус Израилевич Ландау, Марк Александрович Ландау? (Kiev, 1886 – Nizza, 1957), è stato uno scrittore, biografo e drammaturgo russo.

## Biografia
Fu di biografie e opere polemiche su Georges Clemenceau e Lenin, ma allo stesso tempo di saggi e drammi.
Esordì come critico e pubblicista politico, dopo la rivoluzione d'ottobre si trasferì in Francia, dove pubblicò il suo primo romanzo intitolato Svjataja Elena, malen'kij ostrov ("Sant'Elena, piccola isola", 1921), la prima parte di una tetralogia, che con il titolo Myslitel' ("Il pensatore"), incluse anche i romanzi Devjatoe Termidora ("Il 9 Termidoro", 1923), Čortov most ("Il ponte del diavolo", 1925), Zagavor ("La congiura", 1927).
Fu prevalentemente un romanziere storico, attratto soprattutto dall'aspetto umano degli avvenimenti.
Una delle sue opere più importanti fu Desjataja Simfonija ("La decima sinfonia"), 1931), ambientata dal Congresso di Vienna al terzo Impero.
Tra i suoi saggi si ricordano i Sovremenniki ("Contemporanei", 1928) e Portrety ("Ritratti", 1931).

## Opere
- Myslitel' ("Il pensatore")
  - Svjataja Elena, malen'kij ostrov ("Sant'Elena, piccola isola", 1921)
  - Devjatoe Termidora ("Il 9 Termidoro", 1923)
  - Čortov most ("Il ponte del diavolo", 1925)
  - Zagavor ("La congiura", 1927).
- Punševaja vodka: Skazka o vsech pjati sčast'jach ("Punch Vodka: racconto di tutte e cinque le felicità", 1938)
- Desjataja Simfonija ("La decima sinfonia"), 1931, traduzione di R. Küfferle con il titolo "L'ultima sinfonia", Milano, Minerva, 1935)
- Bel'vederskij tors ("Il torso del Belvedere", 1936)
- Povest' o smerti ("Una storia sulla morte", 1952)
- Istoki ("Le origini", 1950)
- Samoubijstvo ("Suicidio", 1956)
- Ključ ("La chiave", 1929-1932, trilogia; traduzione di Rosa Mauro, Sirin, 1995)
- Bred ("Delirio", 1955)
- Mogila vojna: Skazka o mudrosti ("La tomba del guerriero: racconto sulla saggezza", 1938)
- Načalo konca ("È iniziata la fine", 1943)
- Živi kak chočeš' ("Vivi come vuoi", 1952)
- Linija Brungil'dy ("La linea di Brunilde")